# Bittesby
Bittesby var  en civil parish 1866–2014 när det uppgick i Bitteswell with Bittesby, i Storbritannien. Den ligger i grevskapet Leicestershire och riksdelen England, i den södra delen av landet, 130 km nordväst om huvudstaden London. Civil parish hade 6 invånare år 2001. Byn nämndes i Domedagsboken (Domesday Book) år 1086, och kallades då Bichesbie.